# Piera
Piera település Spanyolországban, Barcelona tartományban. Lakosainak száma 17 555 fő (2024).

## Földrajza
Piera Castellolí, El Bruc, Els Hostalets de Pierola, Masquefa, Sant Llorenç d’Hortons, Sant Sadurní d’Anoia, Torrelavit, Cabrera d’Anoia, Vallbona d’Anoia és La Pobla de Claramunt községekkel határos.

## Közlekedés
A település az FGC vasúttársaság Llobregat–Anoia-vasútvonala vonalán fekszik, melyen Barcelona is könnyedén megközelíthető.

## Népesség
A település lakosságának változását az alábbi diagram mutatja:
| Lakosok száma | 709  | 3372 | 3470 | 3283 | 5194 | 11 452 | 14 324 | 15 000 | 15 603 | 17 555 |
|               | 1717 | 1887 | 1936 | 1960 | 1986 | 2004   | 2009   | 2014   | 2019   | 2024   |